# 大東市立三箇小学校
大東市立三箇小学校（だいとうしりつ さんがしょうがっこう）は、大阪府大東市三箇にある公立小学校。

## 沿革
- 1981年（昭和56年）4月1日 - 開校。
- 1981年（昭和56年）6月25日 - 現在地に移転。

## 通学区域
- 三箇1～6丁目[1]

※卒業後は基本的に三箇1～3丁目は大東市立谷川中学校に、三箇4～6丁目は大東市立深野中学校に進学する。